# Zamysłów (gmina)
Zamysłów – dawna jednostkowa gmina wiejska w woj. śląskim w II RP, także figurująca w ustawodawstwie Polski Ludowej w latach 50. w woj. katowickim. Siedzibą władz gminy był Zamysłów (obecnie dzielnica Rybnika).
Jako gmina jednostkowa gmina Zamysłów funkcjonowała za II Rzeczypospolitej w latach 1922–1945 w powiecie rybnickim w woj. śląskim
1 grudnia 1945 na obszarze woj. śląskiego (z gminami jednostkowymi) utworzono gminy zbiorowe. Zamysłów włączono do miasta Rybnika.
Brak jednoznacznych informacji czy kiedykolwiek po wojnie istniała zbiorowa gmina Zamysłów. W wykazie gmin z 1946 roku gmina o takiej nazwie nie występuje. Gmina Zamysłów figuruje natomiast w rozporządzeniu z 1950 roku, kiedy to miała być zniesiona i włączona do Rybnika z dniem 1 stycznia 1951. Ponieważ gminę Zamysłów włączono do Rybnika już 5 lat wcześniej, 1 grudnia 1945, sugeruje to że wyrażenie "gmina" w rozporządzeniu nawiązuje do jednostki przedwojennej, tzn. gminy jednostkowej Zamysłów, a powtórzenie manewru administracyjnego spowodowane było koniecznością jego opublikowania w Dzienniku Ustaw (rozporządzenie z 1945 roku było opublikowane zaledwie w Śląsko-Dąbrowskim Dzienniku Wojewódzkim).